# Melanolophia viriditincta
Melanolophia viriditincta là một loài bướm đêm trong họ Geometridae.